# Jaman nord
Le district de Jaman nord est l’un des 22 districts de la Région de Brong Ahafo au Ghana.
Il a été créé par décret présidentiel le 12 novembre 2003 par scission du district de Jaman, créant, de la même, le district de Jaman sud